# Wasilla
Wasilla es una ciudad ubicada en el borough de Matanuska-Susitna en el estado estadounidense de Alaska. En el Censo de 2010 tenía una población de 7831 habitantes y una densidad poblacional de 231,21 personas por km².

## Geografía
Wasilla se encuentra en las coordenadas 61°34′31″N 149°27′25″O / 61.57528, -149.45694. Según la Oficina del Censo de los Estados Unidos, Wasilla tiene una superficie total de 33.87 km², de la cual 32.07 km² corresponden a tierra firme y (5.31%) 1.8 km² es agua.

### Clima
Wasilla tiene un clima boreal (en la Clasificación climática de Köppen es Dfc), pero con un poco más caliente máximos durante el día debido a su ubicación en el interior. En promedio, a lo largo del todo el año, hay 30-31 días de sub -18° bajo cero, 37-38 días de máximos de 21 °C, y 1,4 días de 27 °C. La precipitación media anual es de 430 milímetros, con 132 centímetros de nieve.
| Parámetros climáticos promedio de Anchorage | Parámetros climáticos promedio de Anchorage | Parámetros climáticos promedio de Anchorage | Parámetros climáticos promedio de Anchorage | Parámetros climáticos promedio de Anchorage | Parámetros climáticos promedio de Anchorage | Parámetros climáticos promedio de Anchorage | Parámetros climáticos promedio de Anchorage | Parámetros climáticos promedio de Anchorage | Parámetros climáticos promedio de Anchorage | Parámetros climáticos promedio de Anchorage | Parámetros climáticos promedio de Anchorage | Parámetros climáticos promedio de Anchorage | Parámetros climáticos promedio de Anchorage |
| Mes                                         | Ene.                                        | Feb.                                        | Mar.                                        | Abr.                                        | May.                                        | Jun.                                        | Jul.                                        | Ago.                                        | Sep.                                        | Oct.                                        | Nov.                                        | Dic.                                        | Anual                                       |
| ------------------------------------------- | ------------------------------------------- | ------------------------------------------- | ------------------------------------------- | ------------------------------------------- | ------------------------------------------- | ------------------------------------------- | ------------------------------------------- | ------------------------------------------- | ------------------------------------------- | ------------------------------------------- | ------------------------------------------- | ------------------------------------------- | ------------------------------------------- |
| Temp. máx. media (°C)                       | -5.6                                        | -1.9                                        | 2.7                                         | 9.5                                         | 16.2                                        | 19.8                                        | 20.9                                        | 19.7                                        | 14.8                                        | 6.1                                         | -2.1                                        | -3.5                                        | 8.2                                         |
| Temp. media (°C)                            | −13.2                                       | −11.2                                       | −7.3                                        | −2.1                                        | 2.6                                         | 6.9                                         | 9.6                                         | 8.2                                         | 4.3                                         | −2.8                                        | −10.4                                       | −12.2                                       | −2.3                                        |
| Precipitación total (mm)                    | 20                                          | 23                                          | 13                                          | 18                                          | 20                                          | 41                                          | 64                                          | 69                                          | 69                                          | 46                                          | 30                                          | 25                                          | 437                                         |
| Nevadas (cm)                                | 21.3                                        | 22.6                                        | 14.7                                        | 6.4                                         | 0.3                                         | 0.0                                         | 0.0                                         | 0.0                                         | 0.0                                         | 11.9                                        | 22.1                                        | 32.5                                        | 404.1                                       |
| Fuente:                                     |                                             |                                             |                                             |                                             |                                             |                                             |                                             |                                             |                                             |                                             |                                             |                                             |                                             |

## Demografía
Según el censo de 2010, había 7831 personas residiendo en Wasilla. La densidad de población era de 231,21 hab./km². De los 7831 habitantes, Wasilla estaba compuesto por el 83.37% blancos, el 1.35% eran afroamericanos, el 5.18% eran amerindios, el 2.13% eran asiáticos, el 0.24% eran isleños del Pacífico, el 1.17% eran de otras razas y el 6.54% pertenecían a dos o más razas. Del total de la población el 4.25% eran hispanos o latinos de cualquier raza.